# Per Strand Hagenes
Per Strand Hagenes (født 10. juli 2003 i Sandnes) er en professionel cykelrytter fra Norge, der er på kontrakt hos Team Visma | Lease a Bike.

## Karriere
Hagenes dyrkede som junior både langrend og landevejscykling i hjembyen Sandnes. Som medlem af Sandnes Sykleklubb blev han i 2020 norsk juniormester i både enkeltstart og linjeløb. Året efter genvandt han titlen i linjeløb, og vandt sølvmedalje i enkeltstarten. I juli 2021 blev det meddelt at Per Strand Hagenes fra 2022 havde skrevet kontrakt med Team Jumbo-Vismas udviklingshold Jumbo-Visma Development Team. Ved VM i landevejscykling 2021 blev han 24. september junior-verdensmester i linjeløb. To uger før ved EM i landevejscykling vandt han sølv ved juniorenes linjeløb.
I slutningen af april 2022 meddelte Team Jumbo-Visma at Hagenes fra 2024-sæsonen tiltræder hos World Tour-holdet på en kontrakt gældende til og med 2026.